# Always (에이핑크의 노래)
〈Always〉(올웨이즈)는 2017년 4월 19일에 에이핑크의 데뷔 6주년을 맞이하여 발매된 디지털 싱글이다.

## 개요
- 6주년을 기념하는 팬송이다.
- 에이핑크가 4월 19일에 발매하는 디지털 싱글은 네 번째가 된다.

## 수록곡
- 전체 작사: 김진환, 박초롱
- 전체 작곡 · 편곡: 김진환

| #            | 제목               | 재생 시간 |
| ------------ | ------------------ | --------- |
| 1.           | 〈Always〉         | 3:02      |
| 2.           | 〈Always〉 (Inst.) | 3:02      |
| 총 재생 시간 | 총 재생 시간       | 6:04      |